# فلای‌ساف‌ایر
فلای‌ساف‌ایر (به انگلیسی: FlySafair) یک شرکت هواپیمایی با کد یاتا FA است که در تاریخ ۱ اوت ۲۰۱۳ میلادی تأسیس شده است. دفتر مرکزی فلای‌ساف‌ایر در ژوهانسبورگ، آفریقای جنوبی واقع شده‌است و قطب این شرکت هواپیمایی در فرودگاه بین‌المللی اولیور تامبو قرار دارد و به ۶ مقصد، پرواز مستقیم انجام می‌دهد.